# 不思議のダンジョン 風来のシレンGB2 砂漠の魔城
『不思議のダンジョン 風来のシレンGB2 砂漠の魔城』（ふしぎのダンジョン ふうらいのシレンジービーツー さばくのまじょう）は、2001年7月27日に日本のチュンソフトから発売されたゲームボーイカラー用ローグライクゲーム。

## 概要
『不思議のダンジョンシリーズ』の1作であり、『風来のシレンシリーズ』のゲームボーイ用ソフト第2作目。とある砂漠地帯を治める領主の豹変の謎を解くことが主な目的である。前作『不思議のダンジョン 風来のシレンGB 月影村の怪物』（1996年）で削られたモンスターの肉、ワナ道が復活するなどシステム面で大きな変更が加えられた。また、風来のシレンシリーズの和風なイメージとは異なる異国の世界観を特徴とする。
風来のシレンシリーズ第1作目となるスーパーファミコン用ソフト『不思議のダンジョン2 風来のシレン』（1995年）の後のストーリーであるため、同作のキャラクターが再登場するほか、NINTENDO 64用ソフト『不思議のダンジョン 風来のシレン2 鬼襲来!シレン城!』（2000年）のキャラクターやシステムも導入されたため、この時点での風来のシレンとして集大成のような内容となった。
当初は2001年7月19日発売予定とされていたが後に変更された。また、初回限定版にはプレミアイラストカードである「ひみつのカード」が同梱された。
2008年にはセガからリメイク版となるニンテンドーDS用ソフト『不思議のダンジョン 風来のシレンDS2 砂漠の魔城』が発売された。
ゲーム誌『ファミ通』の「クロスレビュー」にてゲームボーイカラー版はプラチナ殿堂、ニンテンドーDS版はゴールド殿堂を獲得した。

## ゲーム内容

### ストーリー
世界を旅して回る風来人のシレンは、相棒の語りイタチ・コッパとともに砂漠で倒れ、魔城の兵士に投獄される。シレンたちは領主の娘、アテカ姫の助けで脱出し、砂漠の町イルパにたどり着く。
町では、最近領主の様子がおかしく、領主かアテカが魔物を呼び寄せているのではないかというような噂が流れていた。
弟分のペケジと再会したシレンは、アテカのこともあり、魔城の地下にある遺跡にあるという財宝を狙うペケジに同行する。
しかし、この財宝の情報は、領主の家来・ザガンが遺跡の最下層にある邪神像を手に入れるためペケジに吹き込んだものであり、邪神像がザガンに奪われた後、町の周辺の砂漠が急速に広がる現象が発生する。
邪神像が原因とみたシレンたちは、これを取り返すべくザガンのいる魔城の東小天守へ赴く。
シレンたちは魔物の姿となったザガンを倒すが、ザガンは領主にとどめを刺され、「キュラス」への恨み言を言い残す。シレンたちは領主に襲われ窮地に陥るが、魔城へ潜入していたお竜に助けられ、脱出する。
領主との戦いではアテカは領主に協力する態度をみせ、町でも不思議な力を持つアテカをどうにかすれば事態が収拾するのではないかという噂が広まっていた。お竜もそれらは肯定するが、あくまでアテカを信じてほしいという。
シレンは領主との決着のため大天守閣を上り詰るが、二人が戦っている間に、アテカによって領主が画策していた儀式が終わってしまう。
すると領主の体から何者かが這い出してきて空へと飛び去り、城が崩れ始める。
お竜とペケジの協力のもと、アテカや領主とともにシレンは町へたどり着くが、領主は長らく魔物・キュラスに取り憑かれていた影響で呪われており、ひどく苦しむ。
そんな中、お竜はシレンに、アテカは町の人々へ事情の説明を始める。
キュラスはこの地に眠る邪神の復活を目論んでおり、当初は巫女の力を持つアテカに取り憑こうとしていたが、領主がそれを防ごうとした結果、彼に取り憑くこととなった。
邪神像は邪神を封印するためのものであったが、封印の力が最近弱まってきており、砂漠が広がったのもそのためである。
キュラスは邪神の封印された場所を知らなかったため、邪神像を手にするだけでは封印を解くには足りず、先般の儀式はその場所を特定するためのものであった。この儀式はキュラスにとってもリスクのあるものであり、上手くすれば逆にキュラスを葬り去れる可能性もあったのだが、それは成功しなかった。
アテカによると、封印が解かれた邪神は完全体となるべく急成長をはじめ、それがなされた暁には町は全滅するという。
住民たちは町を守るため一致団結し、キュラスの撃破はその実力を持つシレンに託された。
邪神の封印された地、ジャハンナムの扉の最奥でシレンはキュラスを倒し、さらに復活してしまった邪神をも打ち倒す。これによって町は救われ、領主の呪いも解けた。
盛大な宴の後、やる気に満ち溢れた住民たちの様子から、町の今後は安泰と見て取ったシレンたちは、次の冒険へと旅立つのだった。

### システム
風来救助隊
パスワード機能を利用した救助システムである。強力なアイテムを持ちながら不運にも力尽きたプレイヤーが救助を要請することにより、他プレイヤーが救助に成功すれば、倒れたプレイヤーがアイテムを没収されずにその場から再開できる。救助したプレイヤーは、一人プレイでは獲得できない特典を得ることができる。いわば相互扶助のシステムである。GBCの本体とソフトを2つずつ用意してこの機能を使用しないと入手出来ないアイテムが存在する。（クロンの祝福アイテム)
旅仲間
今回過去の作品から引き続き登場している仲間が多い。ある程度ストーリーが進めばスタート地点の町に常駐するので任意に仲間にでき、ダンジョン内では敵を倒していくとレベルアップする点は前作と変わりない。ただし今回は1度に1人までしか仲間を連れていけない。
祝福と呪い
アイテムの中には祝福されたアイテムが登場し、そのアイテムを使用する事で効果が倍増したり、消費せず再利用できるようになった。その反面、従来は武器・防具・腕輪のみにかかった呪いが草・巻物・壷・杖・食糧・飛び道具にも適用され、呪われたアイテムはその呪いを解かないと使用できなくなる（または取り外し不能）ようになった。アイテムに呪いを掛ける「のろいバサミのワナ」が登場する。
腕輪のヒビ
本作では腕輪も合成でき、より便利な腕輪を生み出すことが出来るようになった。前作同様腕輪には耐久値が設定され、戦闘中何度もダメージを受けると壊れてしまう。対策として、戦闘中は腕輪を外す、メッキの巻物で補修する、などがある。
ただし壊れないがんじょうな腕輪や、金の腕輪も存在する（扱いようによっては壊れる）。
合成の限界
武器・盾・腕輪に合成する特殊能力の個数に制限が加わり、また鍛えられる限界も一部の武器を除き+99から引き下げられるようになった（たましいのカマ、マムルの剣、盾以外）。
履歴と格付け
冒険中、あることをするとメニューの「冒険の履歴」にその内容が追加される。例えば「1000人斬り達成」「壁の中でワープした」など。あらゆる履歴が隠されているため、それをコレクションするのも楽しみの一つである。
また、風来人、料理人、ワナ師それぞれに格付けがあり、それぞれに関連する偉業を成し遂げるとランクが上がる。

### ダンジョン
多数のダンジョンが用意されている。各ダンジョンを一定階層潜ることで、次のダンジョンに進むことが出来る。なお、本編以降のダンジョンは「奈落の果て」を除き、全て入口が街中に用意されている。
古代遺跡 - 魔城東小天守 - 魔城大天守閣 - ジャハンナムの扉
ゲーム本編である。領主の豹変の謎が段階的に解明する。なお、古代遺跡以外のダンジョンでは最深層にボスキャラクターが存在する。
トンファンの穴 ( - 99F)
肉のダンジョンである。食神のほこら（SFC版）と同じく、肉を活用しダンジョンを潜ることになる。アイテム持込不可。
シナリオ中はNPCであるンフーを連れて行かなければならず、シレンかンフーのどちらかが倒されると、ゲームオーバーになり町へと戻される。なお、イベントクリア前は最高20Fまで。イベントクリア以降は99Fまで潜れるようになる。
天下一ワナ道会 ( - 99F)
罠のダンジョンである。掛軸裏の洞窟（SFC版）と同じく、モンスターを罠に掛けてダンジョンを潜ることになる。アイテム持込不可。なお、イベントクリア前は最高15Fまで。イベントクリア以降は99Fまで潜れるようになる。今作では罠をアイテムとして拾い上げ、別の罠に作り替えることができる。反面、ピンチの時に作りたい罠が作れず、モンスターハウス対策などが非常に取りにくくなっている。モンスターは罠で倒さなくてもシレンの攻撃で倒すことが可能である。しかし、このダンジョンで手に入る盾は90F以降に落ちている「カラクロイドの盾」のみであり、ここで手に入る中で最強の武器は「カタナ」であるため、序盤を除けば通常の戦闘で勝てる確率は限りなく低い。
天下一ワナ道会 ( - 99F) ※DS版
大幅な変更がされ、拾い上げた罠を改造することが不可能になっている。相手を転ばせてアイテムを入手できる転び石の罠も、2のダメージを与えるだけの罠に変わってしまっている。また、ワナ師の腕輪を装備中はシレンがモンスターを倒しても得られる経験値が1となっている。モンスターを罠にかけてから倒すことで本来の経験値を得ることができ、続けて罠にかけることで経験値が2倍、3倍と増えていき、最大で20倍にまで増やすことが可能である。ただし、モンスターが罠以外のフロアを歩いて行くと、1ずつ経験値の倍数が減ってしまう。なお、シレンが仕掛けた罠は数回使うと壊れるが、初めから設置されている罠は壊れることはない。イベントクリア前は最高15Fまでで、イベントクリア以降は99Fまで潜れるようになる辺りは共通している。
壷の洞窟 ( - 99F)
如何にモンスターから逃げ回り深く潜るかがテーマのダンジョンである。アイテム持込不可。最初から強力なモンスターが登場し、倒せたとしても経験値が入らないので、逃げ回らなければならない。不運にも遭遇してしまった場合の救済策「閉じ込めの壷」などがアイテムとして用意されている。テクニックが必要だが、それ以上に強運も必要となってきており、いかにアイテムを温存しながら進んで行けるかが重要になる。他のダンジョンと違い、入った時に「閉じ込めの壺」が3個入手した状態でも「おにぎり」を持っておらず、このダンジョンでは「おにぎり」の出現確率も低い為、長時間同じフロアを歩き続けるのは厳禁である。なお、イベントクリア前は最高6Fまで。イベントクリア以降は99Fまで潜れるようになる。30F以降からは「閉じ込めの壺」も通用しないモンスターであるギャザーが出る為、難易度がさらに上昇している。
このダンジョンのみ風来人番付が存在せず、救助依頼も出すことができない。DS版の場合は可能になっているが、DS版のモンスターはシレンが遠くにいてもランダムで起床してしまう為、元々眠っているモンスターでも安心できず、クリアが難しくなっている。
鍛冶屋のかまど ( - 99F)
アイテム持込可能・NPC同伴可能のダンジョンである。その代わり杖・壷・腕輪のほか巻物・草が未識別状態で登場し、最初から強力なモンスターが登場。拾得できるアイテムが草（雑草、薬草、弟切草、毒草、命の草）と「草受けの杖」（足元にある草・種と同じ効果を主人公へ向けて魔法として発射できる）「草投げの杖」（足元にある草・種と同じ効果を前方へ魔法として発射できる）のみであり、持ち込んだアイテムの性能・NPCが生死を分けるダンジョンである。ただし店では普段手に入らない貴重なアイテムを売っている可能性が高い。冒険回数・救助回数に応じて奈落の果て攻略後に登場する場合もあり、こちらはエクストラ・ダンジョンとも言える。
奈落の果て ( - 99F)
アイテム持込不可・NPC同伴不可・ほとんどのアイテム未識別状態（10F毎に出現する「もちかえりの巻物」は識別済）で登場という、恒例の最終ダンジョンである。ここでしか手に入らないアイテムも出現する。なお、イベントクリア前は30Fまで。イベントクリア以降は99Fまで潜れるようになる。

## 登場人物
ンフー
邪神の残骸から生まれた謎の生き物。犬に似た外見をしているが、話すことができ、箸も使える。性別はオス。
モンスターの肉を投げると特技を覚え、以降の戦闘で使う。最大で10個まで記憶させることができる。
『シレン・モンスターズ ネットサル』にも登場する。
人形
からくり師のオハギとキナコが作った戦闘ロボット。購入することで仲間として連れ歩けるようになる。倒されても買い直せる。
矢で遠距離攻撃が可能なほか、ダンジョンを一定階層降りた上で生還すると改良されて性能が上がる。また、改良されるたびに呼称が変わる。
倒された場合、性能は初期状態に戻る。
お竜
『不思議のダンジョン2 風来のシレン』で登場した旅仲間。
「目潰しお竜」と呼ばれる女。本作ではシレンより一足早く魔城の件に関わっており、アテカ姫と領主を救うべく暗躍する。
「ドーン！」という掛け声とともに、部屋内の敵すべてを目潰し状態にできる。
『GB2』では正面の敵にしか使用せず、あまり効果的な技ではないが、『DS2』では対象が部屋全体の敵に変更されている。
ペケジ
『不思議のダンジョン2 風来のシレン』で登場した旅仲間。
「シレンの弟」を自称するゾウリ頭の男。本作では風来人となった状態でシレンと再会し、再び仲間になる。『GB2』では23歳。『GB2』では終始頼れる戦力をもつ。
ザガンが流した偽の儲け話に騙されて邪神復活の手助けをするが、その過ちを反省したうえで復活阻止に尽力する。
アテカ姫
領主の娘で、巫女としての力を持つ。シレンによって父ともども救われたことにより、シレンに想いを寄せる。
領主
作品の舞台となる砂漠一帯を統治する領主。本来は穏やかな性格だったが、最近になって冷酷な性格に豹変した。
実は魔物キュラスに憑依されており、邪神を復活させようとする。キュラスがジャハンナムの扉へ去ったあとは正常に戻る。
ファンブックの『ビックリの壷』に掲載された設定資料集によると、デザインのモデルは戦国武将の織田信長で、
シリーズで初めて丁髷を結った人物となっている（それまではあえてタブーとしていた）。
ボスとしては直接攻撃のみを行う。
ザガン
領主の腹心。ローブとフードをかぶって人間のように見せかけていたが、その実態は魔物。
その本性を表しボスとして戦う際は全身が炎に包まれた姿となり、火炎入道系同様に投擲したアイテムや炎による攻撃を無効化してくる。
後に壺の洞窟をクリアすると悪霊として復活し、アテカ姫を奈落の果てに連れ去るが、30階まで辿り着くことができればシレンと再戦することなく消滅するという最期を迎える。
サチ
料理屋「トンファン」の看板娘。シレンたちはこの店で下宿することになる。
オロ
料理屋「トンファン」の店主で、サチの父。本名は「オロ・ゴンサーレス」。マイクを持つと豹変する性格。
キュラス
領主に取り憑き、砂漠に封印されている邪神を復活させるために暗躍していた、コウモリの意匠を持つ悪魔といった姿の魔物。
ジャハンナムの扉の最深部での対決となる。結界を張って杖・巻物の効果をすべて無効化する他、投げられたものをはじき飛ばすのでダメージを与える手段が少ない強敵。
『風来のシレン3 からくり屋敷の眠り姫』にも登場する。
邪神
砂漠に封印されていたという神。今作のラスボスであり、倒せば本編クリアとなりエンディングを迎える。
邪神自体は攻撃しないが、その体に攻撃を受けて壊れるとやみかむろ、ようまかむろが出現して襲いかかる。
また体そのものもターン数が経過すると復活する。完全に体が復活すればゲームオーバーとなってしまう。
倒すには、体の奥にある紫色のコアを攻撃しなければならない。

## 開発
開発はチュンソフトが行い、開発協力としてスティングレイが参加した。スタッフは前作に引き続き制作は中村光一、監督は長畑成一郎、脚本は冨江慎一郎が担当した。企画は丸田康司が手掛けた。また、音楽は前作にも参加したすぎやまこういちに加え、松尾早人も担当した。
中村は、開発当時は会社の規模が大きくなっていたため様々なハードを研究した成果を出せる状態にあったと2014年のファミ通とのインタビューの中で話している。また、様々なことに興味を持つ者が社内におり、研究を兼ねて始めてから商品化に進んだと話している。

## スタッフ
- 制作総指揮：中村光一
- 監督：長畑成一郎
- 脚本：冨江慎一郎
- 原画：長谷川薫
- 音楽：すぎやまこういち、松尾早人
- 企画：丸田康司
- プログラム・チーフ：板野英史
- プログラム：石神宏紀、青松正二、大野克己、根本賢二、小林永司、森岡伸夫、中村隆徳、宮本英明、柳沢昌宏
- 美術チーフ：小泉冬彦
- 美術：佐々木真治、松井磨、中川祐子、国本直樹
- 音楽制作チーフ：中嶋康二郎
- 音楽制作：三俣千代子
- 脚本協力：稲葉洋敬、田中絵美子
- 開発推進：山田信哉
- 広報：（有）ピースエンターテインメント、山本啓介、宮下秀俊
- 協力：永田泰大、（株）スティングレイ、中西一彦、西畑幸雄、粟田浩介

## 評価
ゲーム誌『ファミ通』の「クロスレビュー」において、10・9・9・10の合計38点（満40点）でプラチナ殿堂を獲得した。
レビュアーからゲームシステムに関して絶賛する意見が多数挙げられ、バカタール加藤は風来救助隊や呪い、かさたぬきなどの要素を挙げた上で「期待以上の進化かも」と指摘した他に「ここまで毎回貪欲におもしろくなり続けるゲームって、ほかにないと思う」と述べ、石井宏之はシリーズ過去作の良い面の継続と新要素が満載である事を評価し「作り手の、センスとゲーム作りのうまさをまじまじと感じさせられる」として「『不思議のダンジョン』シリーズのなかでも最高傑作といっていい」とそれぞれ絶賛し10点を与えた。プロアクション藤谷は「毎回やっていることはほぼ同じ」と指摘しながらも「物語やダンジョンが違うだけで夢中になれる」と述べた他、グラフィックに関して「携帯ゲーム機ということを忘れるほどキレイ」と高評価を与え、モリガン長田は力尽きても復活が可能となった事から「緊張感が薄くなり、シリーズの常識を破った」と指摘しながらも、パスワード使用により遠方でもやり取りが可能な点を称賛した。また通信ケーブルを使用した新要素に関しては加藤、藤谷、長田の3人が肯定的に評価し、藤谷は「アイデアしだいで楽しみかたは無限に広がる可能性大」と称賛した。

## リメイク版
ニンテンドーDS版の発売日は2008年9月1日に『GAME Watch』や『電撃オンライン』などのゲーム情報サイトにて11月13日と告知された。その際に予約特典が「もののけ討伐指南之書」という攻略本である事が告知された。また発売前の11月6日より全国のゲームショップに設置されたDSステーションの「Touch!Try!DS」にてゲーム序盤のイベントやダンジョンのみの体験版がプレイ可能となった。その他、Wii用ソフト『不思議のダンジョン 風来のシレン3 からくり屋敷の眠り姫』（2008年）の救助ポイントを所持している場合は本作のプレイ時に特別サーバへアクセスする事で救助ポイントに応じたアイテムが入手できるキャンペーンが行われた。
以下の要素が追加された。
オババの家の隠し穴 ( - 50F)
DS版の追加ダンジョン。クリア条件は2時間以内に30Fにある秘薬を取ることであるが、クリア時に10000ギタンを集めないと10分減らされるペナルティがついている。アイテム持込は1個のみ。このダンジョンでは中断セーブが出来ないようになっている。
遺跡の奥底 ( - 99F)
DS版の追加ダンジョン。マップな通路が存在せず、つるはしで壁を掘って進むダンジョンである。アイテム持込可。初回のみペケジが参加する。落ちている武器はつるはしのみで盾が出てこないが、20F制覇でサトリのつるはしが手に入り（2回目以降は99F制覇で）、81F以降はレアな武器や盾が多く登場する。
マムルのほら穴 ( - 99F)
DS版の追加ダンジョン。このダンジョンで唯一連れて行ける仲間であるボーグマムルを連れて冒険するダンジョン。30Fのイベントをクリアする前にボーグマムルが倒されると即ダンジョンから追い出され、救助も出来ないシビアな状況となっている。ボーグマムルは特定のアイテムを渡すことでレベルが上がるが、仮にレベルが上がっても戦力としては乏しい。
ジェロニマムル（『DS2』）
マムルたちの勇者であり、マムルのほら穴の最深部で待ち構えている。普通のマムルよりはるかに大きい。
通常攻撃のみだが、倍速2回攻撃である。また攻撃力もかなり高く、
初回ではボーグマムルを連れて挑むため、対策をしていないとボーグマムルを一撃で倒され冒険失敗となる可能性が高い。
勝てばマムルの証として、マムルたちに伝わる伝説の武具が貰える。

### スタッフ
- 監督：篠崎秀行、石神宏紀
- 脚本：冨江慎一郎
- 音楽：すぎやまこういち、松尾早人
- 原画：長谷川薫
- 企画：長畑成一郎、藤井一馬
- 演出：森信彦、上原康晃、瀧見正則、向山彰彦
- 美術：塚原爾奈、向瀬稔、三浦岳彦、大和田礼乃、神宮靖、木村由宏、中崎光康、横川聡、尾込誠二、松下敬子、穴井卓爾、太田大、村上亜樹、林雅美
- 美術監修：小泉冬彦、松井磨、河原慈
- 技術：宮田陽一、加茂東美、大嶋剛直、見方誉教、上原光晶、鈴木秀典
- 技術監修：山本雅康
- 音響：松尾千代子、黒田淳也、斉藤正剛
- 音響監修：石川敏、中嶋康二郎
- 音楽制作：齋藤裕二、勝
- 制作協力：セガ、ランド・ホー、ゲームズアリーナ、イマジン、プロキオン・スタジオ
- 協力：荻野洋、中西大作、山下靖、吉田一彦、横川良、梅谷博愛、永田泰大
- 宣伝：関根大輔
- 営業：清水健
- 広報：中西一彦、渡邉愛、南雲靖士
- 品質管理：菊池直樹、栗田英次、行定昂洋、佐藤修、越地亮宜、小笠原飛貴
- 顧客対応：井上康之
- 印刷物製作：作田喜尋、太田誠人、飯田直彦
- 開発管理：大藤充彦、深田崇裕、近藤智宏、林誠司、榊原繁幸
- 制作管理：下村一誠、森田信尚
- 制作：浅井敏典、鮫島保彦、塚本昌信、宮崎浩幸
- 総指揮：中村光一

### 評価
ゲーム誌『ファミ通』の「クロスレビュー」において、ニンテンドーDS版は合計33点（満40点）でゴールド殿堂を獲得した。